# Federação Brasileira pelo Progresso Feminino

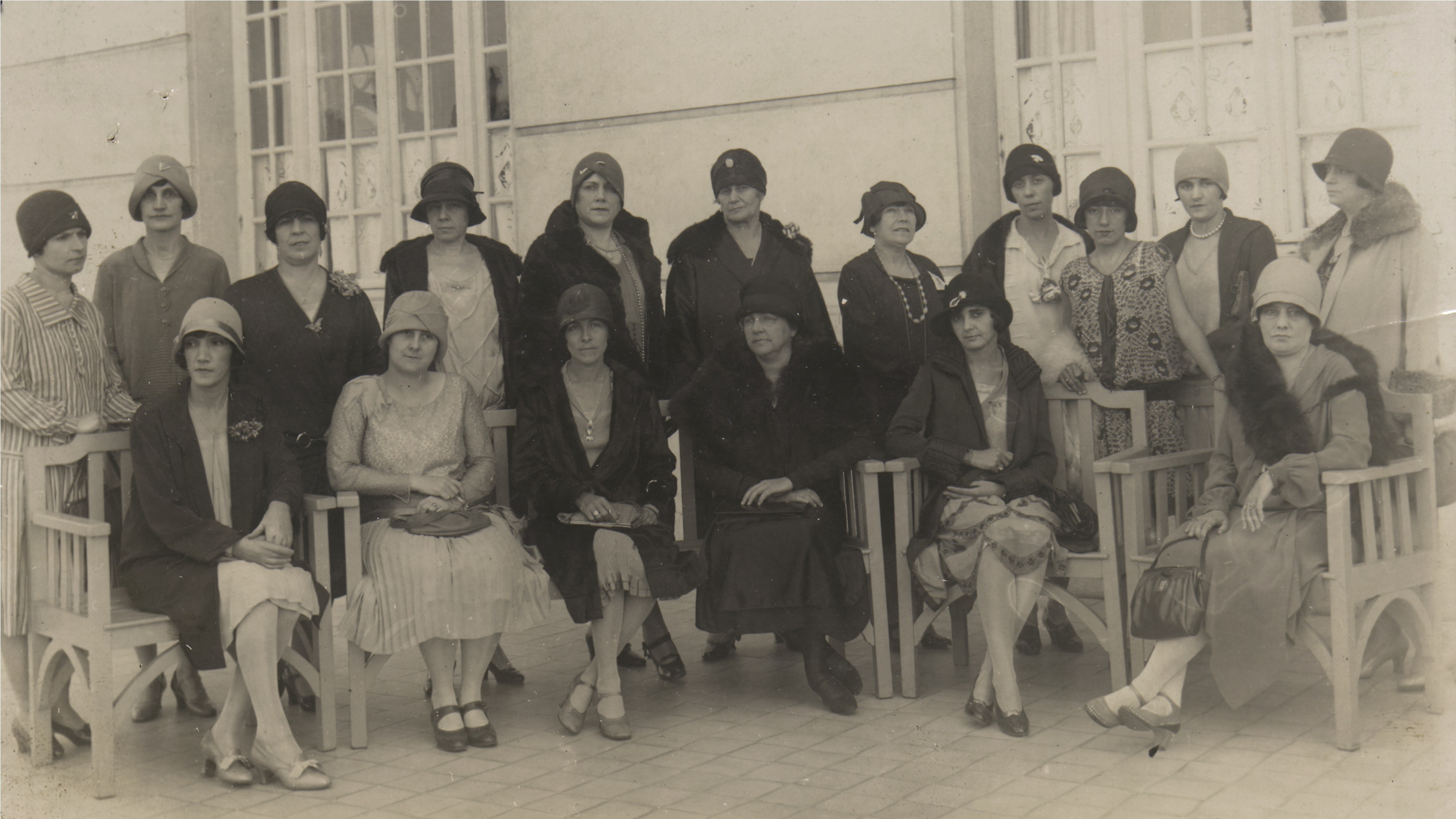
Federação Brasileira para o Progresso Feminino

Federação Brasileira pelo Progresso Feminino (FBPF) var en kvinnoförening verksam i Brasilien mellan 1922 och 1937. Dess syfte var att verka för införandet av kvinnlig rösträtt i Brasilien.   Föreningen spelade en ledande roll i införandet av rösträtt i landet. 

## Historik
FBPF bildades av en grupp kvinnor som inkluderade Bertha Lutz, Isabel Imbassahy Chermont; Stella Guerra Duval och Jerônima Mesquita, grundare av Pró-Matre; Julia Lopes de Almeida, författare; och Maria Lacerda de Moura, lärare. Dess ordförande under hela dess verksamhet var Bertha Lutz. 
Kampanjen för kvinnlig rösträtt i Brasilien uppfattades inte som lika kontroversiell som på andra håll, eftersom gruppen endast bestod av en liten grupp bildade kvinnor och därför inte uppfattades som ett hot. I Brasilien var rösträttsrörelsen ingen massrörelse. De flesta brasilianska kvinnor var konservativa analfabeter och dess medlemmar bestod av en liten minoritet bildade kvinnor som var släkt med män ur etablissemanget, som därför inte uppfattade rörelsen som hotfull. Resultatet blev att föreningen uppnådde snabbare framgång i Brasilien än i de flesta latinamerikanska länder.  
Målet vanns med införandet av rösträtten 1934. FBPF upplöstes 1937. 